# Kurt Jeserich
Kurt Gustav Adolf Jeserich (né le 5 février 1904 à Wensickendorf et mort le 12 novembre 1995) est un scientifique et homme politique local allemand ainsi que directeur de publication.

## Biographie
Jeserich est le fils d'un commerçant et propriétaire d'usine (Jeserich AG Asphaltwerke). Après son diplôme d'études secondaires en 1922, il étudie le droit et les sciences politiques à Berlin et réussit ses examens en 1926 avec un diplôme en économie. Il travaille depuis 1923 comme étudiant stagiaire dans l'industrie et le commerce, comme journaliste et comme agent administratif au bureau de l'arrondissement de Pankow. Il est mis en congé en 1928 et devient chef de département à l'Institut des sciences communales de l'Université de Berlin en tant qu'assistant de Walter Norden (de). Il obtient son doctorat en 1929 et son habilitation en sciences politiques en 1934. Lorsque Norden est licencié en 1933 en raison de son "ascendance juive", Jeserich lui succède en tant que directeur de l'institut. Parallèlement, il s'assure en mai 1933 le poste de "président exécutif" de l'Association des communes allemandes (de), poste qu'il occupera jusqu'en 1940. En 1936, Jeserich devient également vice-président de l'Association internationale des communes et publie les Jahrbücher für Kommunalwissenschaft et la Kommunalwissenschaftliche Schriftenreihe. Il s'y efforce de fonder une science communale autonome.
Pendant le national-socialisme, Jeserich est très actif dans la politique locale. En 1988, par exemple, il écrit qu'en tant que président exécutif, il a repoussé de nombreuses tentatives du NSDAP et de ses branches de dissoudre l'Association des communes allemandes en faveur du Bureau principal de la politique communale de la direction du Reich du NSDAP et de transférer des tâches jusque-là communales à l'organisation du parti. Cependant, à la demande du maire national-socialiste de Berlin-Steglitz, Herbert Treff (de), il a élaboré les plans pour l'union forcée des associations communales au sein de l'Association des communes allemandes. En 1933, Jeseric déclare également que la démocratie est «l'ennemi naturel de l'autogestion». Contrairement à la présentation de l'Association des communes allemandes comme une association d'intérêts purement professionnelle, des recherches récentes mettent en outre en évidence sa fonction dans la coordination de la politique locale anti-juive. L'Association des communes allemandes, comme le résume l'historien Wolf Gruner, "représente une ligne politique très indépendante dans la persécution des Juifs, qui, à certains moments, se comportait de manière bien plus radicale que celle des dirigeants nazis". Malgré cela, c'est justement Jeserich qui est la cible de critiques partisanes à l'encontre de l'Association des communes allemandes. On lui a reproché de n'être qu'un opportuniste qui s'accrochait en fait à des convictions démocratiques et libérales.
Jeserich se voit d'abord refuser l'admission au NSDAP, pour lequel il avait demandé à plusieurs reprises. Il ne peut rejoindre le parti qu'en 1940. Cependant, en 1933, Jeserich devient membre de la SS et en 1938 est nommé SS Untersturmfuhrer au bureau principal SS. La chaire tant espérée, contre laquelle Martin Bormann, entre autres, avait fait opposition, ne s'est pas concrétisée. En toile de fond, un dossier secret reproche à Jeserich sa proximité avec Norden et affirme qu'il a été un opposant au mouvement avant 1933. Il aurait fondé une sous-organisation de la Ligue de protection républicaine. En fait, Jeserich a été membre du Cercle républicain, une organisation du parti de l'État allemand.
À la fin de 1938, les discours et les publications de Jeserich pour l'Association des communes allemandes sont interdits par le "personnel du chef adjoint". Des dossiers et son dossier personnel sont confisqués. En 1939, Jeserich est relevé de ses fonctions et autorisé à servir dans la Wehrmacht. Il vit la fin de la guerre en 1945 en tant que capitaine et commandant de batterie dans un département d'artillerie de l'armée. En 1944, Jeserich est promu SS-Sturmbannfuhrer dans la SS.
En mars 1947, Jeseric est en captivité et internement américain. Après avoir été dénazifié comme « suiveur » fin 1947, il travaille d'abord comme consultant scientifique et entre 1948 et 1959 comme directeur général de Kohlhammer Verlag (de). Il y est en grande partie responsable de la publication de "l'Histoire constitutionnelle allemande" d'Ernst Rudolf Huber.
Dans la zone d'occupation soviétique, les écrits de Jeserich Sozialpolitik (Spaeth & Linde (de), Berlin 1937), Die deutsche Gemeinde und Lage und Zukunft der deutschen Gemeindefinanzen (à la fois Kohlhammer, Stuttgart et Berlin 1938) sont ajoutés à la liste des ouvrages à éliminer,.
En 1960, Jeserich acquit sa propre maison d'édition, G. Grote'sche Verlagsbuchhandlung, qu'il vend à Kohlhammer Verlag en 1973. Dès la fin des années 1950, avec le soutien de la Société Freiherr-vom-Stein, dont il est membre, il initie le projet d'une "Histoire administrative allemande", qui est réalisé plus tard, , mais qui ne voit le jour que dans les années 1980. Il en est également l'éditeur. De 1988 à 1992, il publie une histoire administrative de l'Allemagne de l'Est 1815-1945 pour le compte du ministère fédéral de l'Intérieur.

## Travaux
- Die Bedeutung der Betriebsüberschüsse für den kommunalen Haushalt. In: Beiträge zur kommunalen Finanzwirtschaft 1930, S. 204–223.
- mit anderen: Der Volkswirt in der Praxis. Junker und Dünnhaupt, Berlin 1931.
- Die preußischen Provinzen. Ein Beitrag zur Verwaltungs- und Verfassungsreform. Dt. Kommunal-Verl., Berlin-Friedenau 1931.
- Die Verwaltungsorganisationen der Bundeshauptstadt Wien. In: Harry Goetz, Kurt Jeserich, Otto Kleine, Albert Zollikofer: Die Verwaltungsorganisation der Weltstädte Paris, London, New York, Wien. Vahlen, Berlin 1931, S. 105–153.
- Studium und Berufsausbildung des Volkswirts. In: Der Volkswirt in der Praxis 1931, S. 1–29.
- Die allgemeine Arbeitsdienstpflicht. Idee, Entwicklung, gegenwärtiger Stand und Zukunft. In: Archiv für Sozialwissenschaft und Sozialpolitik 1932, S. 82–101.
- Kommunalwissenschaft. Versuch einer Begriffsbildung und Systematisierung. In: Jahrbuch für Kommunalwissenschaft 1934, S. 1–46.
- Bekämpfung der Arbeitslosigkeit durch Arbeitsbeschaffung. In: Internationaler Kongreß der Städte und Lokalverwaltungen 6, Nr. 2 (1936), S. 23–92.
- Das kommunalwissenschaftliche Institut an der Universität Berlin. Mit Anhang: Kommunales Schrifttum 1933–1935. Kohlhammer, Stuttgart, Berlin 1936.
- Die Kommunalwissenschaft in Lehre und Forschung in den Kulturstaaten der Welt. In: Internationaler Kongreß der Städte und Lokalverwaltungen 6, Nr. 3 (1936), S. 1–54.
- mit Hans Heinrich Lammers, Hans Pfundtner (de) und Otto Koellreutter (de): Die Verwaltungs-Akademie. Ein Handbuch für den Beamten im nationalsozialistischen Staat. Spaeth & Linde, Berlin 1936.
- mit Karl Fiehler: Handbuch der Gemeindeverwaltung. 8 Teile, Jehle, München Berlin 1937.
- Entwicklungstendenzen der gemeindlichen Selbstverwaltung. In: Zeitschrift für die gesamte Staatswissenschaft (de) 1937, S. 280–309.
- Internationale Entwicklungstendenzen der Gemeindepolitik. In: Jahrbuch für Kommunalwissenschaft 4, Nr. 2 (1937), S. 283–305.
- Lage und Zukunft der deutschen Gemeindefinanzen. In: Bericht über die Gründungstagung … und den Tag der Deutschen Wirtschaftswissenschaft. 1937, S. 56–77.
- Zur Reform der Landkreisverwaltung. Kohlhammer, Stuttgart 1937.
- mit Hans Arnold: Die deutschen Landkreise. Material zur Landkreisreform. Kohlhammer, Stuttgart 1937.
- mit anderen: Sozialpolitik. Industrieverlag Spaeth & Linde, Berlin 1937.
- Die Zukunft der gemeindlichen Selbstverwaltung. In: Jahrbuch für Kommunalwissenschaft 1938, S. 157–186.
- Zur Reform der Landkreisverwaltung. Kohlhammer, Stuttgart 1938.
- mit Kurt Buhrow und Fritz Nordsieck (de): Die Deutsche Gemeinde. [Festschrift des Kommunalwissenschaftlichen Instituts an der Universität Berlin zum zehnjährigen Bestehen 1928–1938]. Kohlhammer, Stuttgart 1938.
- mit Kurt Otto: Das kommunalwissenschaftliche Institut an der Universität Berlin. Kohlhammer, Stuttgart 1939.
- mit Hans Pohl (de) und Georg-Christoph von Unruh: Deutsche Verwaltungsgeschichte. 6 Bände, Deutsche Verlagsanstalt, Stuttgart 1983.
- Das Reich als Republik und in der Zeit des Nationalsozialismus. Dt. Verl.-Anst, Stuttgart 1985,  (ISBN 3-421-061343).
- mit Helmut Neuhaus (Hrsg.): Persönlichkeiten der Verwaltung. Biographien zur deutschen Verwaltungsgeschichte 1648–1945. Kohlhammer, Stuttgart, Berlin, Köln 1991,  (ISBN 3-17-010718-6).
- Preußen und Frankreich 1807–1812. Zur Frage der preußischen Kontributionen. In: Wilfried Feldenkirchen (de) (Hrsg.): Wirtschaft, Gesellschaft, Unternehmen. Festschrift für Hans Pohl zum 60. Geburtstag. Steiner, Stuttgart 1995,  (ISBN 3-515-06646-2), S. 150–165.